# LEGO Minifigures Online
LEGO Minifigures online è un MMO sviluppato da Funcom che è uscito nel 2014. Il gioco si basa sul tema Lego Minifigures, permettendo ai giocatori di sbloccare e giocare come i vari personaggi del tema, pur incorporando anche elementi dai classici temi Lego come il castello e lo spazio e coinvolgendo anche nuovi temi come la mitologia e il medioevo. Oltre a sbloccare nuovi omini attraverso il normale gameplay, i giocatori saranno in grado di sbloccare omini acquistando confezioni di Minifigures, che per l'occasione conterranno codici per sbloccare un personaggio nel gioco. Al gioco si potrà giocare gratuitamente da un client PC, con un browser web, o con Android e iOS.  Dal 17 giugno 2014 è ufficialmente aperta la versione Open Beta del videogioco, scaricabile dal sito di LEGO Minifigures Online.
Successivamente il gioco è stato chiuso il 30 Settembre 2016, come è possibile notare dal forum della pagina del gioco su Steam e dalle comunicazioni ufficiali LEGO.

## Modalità di gioco
Il gioco prende ispirazione sia dai giochi di ruolo classici isometrici che dai moderni giochi Lego. I giocatori possono scegliere di spostare il loro personaggio e attaccare i nemici o distruggere e costruire oggetti Lego. Il giocatore può avere fino a tre omini da scambiare rapidamente durante il gioco. Le minifigures possono essere premiate con punti esperienza, per migliorare le loro abilità. Il gioco conterrà numerosi mondi a tema a cui si accede attraverso un hub; ogni mondo contiene più segreti da esplorare e missioni con ricompensa. I giocatori saranno anche in grado di combattere con altri giocatori in squadra.

### Personaggi giocabili della linea
- Ice Skater (Serie 4ª)
- Aztec Warrior, Evil Knight, Galaxy Patrol, Viking Woman, Tennis Ace (Serie 7ª)
- DJ, Fairy, Pirate Captain, Santa (Serie 8ª)
- Tutti i personaggi presenti dalla Serie 9ª alla Serie 13ª
- Tutti i personaggi delle due serie dedicate ai Simpsons

### Mondi accessibili
- Pirate World
  - Isle of Yarr
  - Volcano Island
  - The Pegleg Mermaid Tavern
- Medieval World
  - Kingdom
  - Enchanted Forest
- Space World
  - Space Colony
  - Planet's Dark Side
- Mythology World
  - Mythology Mountains
- Dino World
  - Dinosaur Rise